# Глобални север и глобални југ
Концепт глобалног севера и глобалног југа (или подела север-југ у глобалном контексту) се користи да опише груписање земаља по социо-економским и политичким карактеристикама. Глобални југ је термин који се често користи за идентификацију региона унутар Латинске Америке, Азије, Африке и Океаније. То је један из породице термина, укључујући „Трећи свет“ и „Периферију“, који означавају регионе ван Европе и Северне Америке. Већина, мада не све, ових земаља имају слабије развијену економију и често политички или културно маргинализоване на једној страни поделе, док су на другој страни земље глобалног севера (често се изједначавају са развијеним земљама). Као такав, термин се инхерентно не односи на географски југ; на пример, највећи део глобалног југа је географски унутар северне хемисфере.
Термин који користе владине и развојне организације је први пут уведен као отворенија алтернатива „трећем свету“ и слично потенцијално „вредновању“ као што су земље у развоју. Земље глобалног југа су описане као новоиндустријализоване или у процесу индустријализације, и често су садашње или бивше мете колонијализма.
Глобални север корелира са западним светом — са значајним изузецима Израела, Јапана и Јужне Кореје — док југ у великој мери кореспондира са земљама у развоју и источним светом. Две групе се често дефинишу у смислу њиховог различитог нивоа богатства, економског развоја, неједнакости прихода, демократије и политичких и економских слобода, како је дефинисано индексима слободе. Државе које се генерално посматрају као део глобалног севера имају тенденцију да буду богатије и мање неједнаке; то су развијене земље које извозе технолошки напредне произведене производе. Јужне државе су генерално сиромашније земље у развоју са млађим, крхким демократијама које у великој мери зависе од извоза примарног сектора, и често деле историју прошлог колонијализма северних држава. Ипак, подела између севера и југа се често доводи у питање.
Сарадња југ-југ се повећала да би „изазвала политичку и економску доминацију севера“. Ова сарадња је постала популаран политички и економски концепт након географских миграција и производних активности са севера на глобални југ и дипломатске акције неколико држава, попут Кине. Ови савремени економски трендови су „појачали историјски потенцијал економског раста и индустријализације на глобалном југу“, који је обновио циљане напоре SSC-а који „попуштају ограничења наметнуте током колонијалне ере и превазилазе границе послератне политичке и економске географије“. Коришћен у неколико књига и специјалном издању америчке књижевности, термин Глобални југ је биоо истакнут у америчкој књижевности.
Термини нису стриктно географски и нису „слика света подељеног екватором, који одваја богатије земље од њихових сиромашнијих колега“. Уместо тога, географију би требало лакше разумети као економску и миграторну, свет схваћен кроз „шири контекст глобализације или глобалног капитализма“.
Генерално, дефиниције глобалног севера нису искључиво географски појам, већ обухватају земље и области као што су Аустралија, Канада, цела Европа и Русија, Израел, Јапан, Нови Зеланд, Јужна Кореја и Сједињене Државе. Глобални југ чине Африка, Латинска Америка и Кариби, Пацифичка острва и Азија, искључујући Израел, Јапан и Јужну Кореју. Генерално се сматра сфером Бразила, Индије, Индонезије и Кине, које су, заједно са Нигеријом и Мексиком, највеће јужне државе по површини и броју становника.
Огромна већина земаља глобалног југа налази се у тропима или близу њих.
Термин Глобални север се често користи као наизменично са развијеним земљама. Исто тако, термин Глобални југ се често користи наизменично са земљама у развоју.

## Појам
Прво коришћење Глобалног југа у савременом политичком смислу било је 1969. од стране Карла Оглсбија, који је писао у католичком часопису Commonweal у специјалном издању о Вијетнамском рату. Оглесби је тврдио да су се векови северњачке „доминације над глобалним југом […] [се] спојили […] да би произвели неподношљив друштвени поредак“.